# バッバ・ワトソン
ジェリー・“バッバ”・ワトソン（Gerry “Bubba” Watson、別表記 ババ・ワトソンなど、1978年11月5日 - ）はアメリカ・フロリダ州出身のプロゴルファー。レフティ（左打ち）ゴルファーで、「飛ばし屋」でもある。PGAツアー2年目の2007年は、ドライバーの平均飛距離が315.2ヤードでトップ、ボールの時速は194マイル（＝約312キロ）にも達するなど記録を残し、ツアーメンバーの中でも350ヤード以上飛ばせる数少ないプレーヤーの一人である。
2012年4月のマスターズ・トーナメントではルイ・ウェストヘーゼンをプレーオフの末破り、メジャー初勝利をあげた。2013年はツアー未勝利に終わったが、2014年のマスターズでは新鋭ジョーダン・スピースらを退けて2度目の優勝を遂げ、世界ゴルフランキングで3位にランクインした。

## 生い立ちとアマチュア時代の経歴
1978年、フロリダ州バグダッド生まれ。フロリダ州ミルトン高校のゴルフ部のメンバーであったが、この部には後のPGAツアーメンバーであるヒース・スローカムやブー・ウィークリーらも在籍していた。高校卒業後進学したアラバマ州フォークナー・ステート・コミュニティ・カレッジでは短大の全米代表としてプレイした。その後2000年と2001年はジョージア大学に在籍し、2000年にはジョージア大学のチーム「ジョージア・ブルドッグス」をサウスイースタン・カンファレンスの決勝戦まで導いた。

## プロ経歴
2003年にプロ転向し、2005年までの間はネイションワイドツアーに参加した。2005年のネイションワイドツアー賞金ランキングで21位になり、2006年からのPGAツアー出場権を獲得。ルーキーイヤーの獲得賞金総額は1,019,264ドルで賞金ランキングでは90位であったが、ドライバーの平均飛距離は319.6ヤードでトップであった。なお、ワトソンのPGAツアーでの最長飛距離は2010年ソニー・オープンで記録した416ヤードで、プロ転向後ではネイションワイドツアー時に422ヤードの記録がある。
2007年、オークモントカントリークラブで開催された全米オープンでは初日70打、2日目71打と好スタートを切ったが、首位と1打差、最終組でスタートした3日目と最終日4日目は74打とスコアを伸ばせず、最終順位は5位タイであった。
2010年6月、コネチカット州クロムウェルで開催されたトラベラーズ選手権でPGAツアーでの初勝利を飾った。コーリー・ペイビン、スコット・バープランクとのプレーオフを制したワトソンは、勝利した後妻アンジーと抱き合い涙を流して喜んだ。
2010年8月にウィスリングストレイツで開催された全米プロゴルフ選手権では、マルティン・カイマーにプレーオフの末敗れ、初メジャータイトルを逃した。なお同選手権では、最終ホールまで2位以下に1打差をつけて単独首位であったダスティン・ジョンソンが最終ホールにおいてバンカーでソール（クラブを地面に付けること）してペナルティを受け、優勝はおろかプレーオフ進出を逃す出来事があった。3ホール制のプレーオフで1ホール目はワトソンが、2ホール目はカイマーがバーディーで勝つイーブンの状態であったが、迎えた3ホール目でのワトソンの第2打がウォーター・ハザードに入り、結果カイマーがメジャー初勝利をあげた。

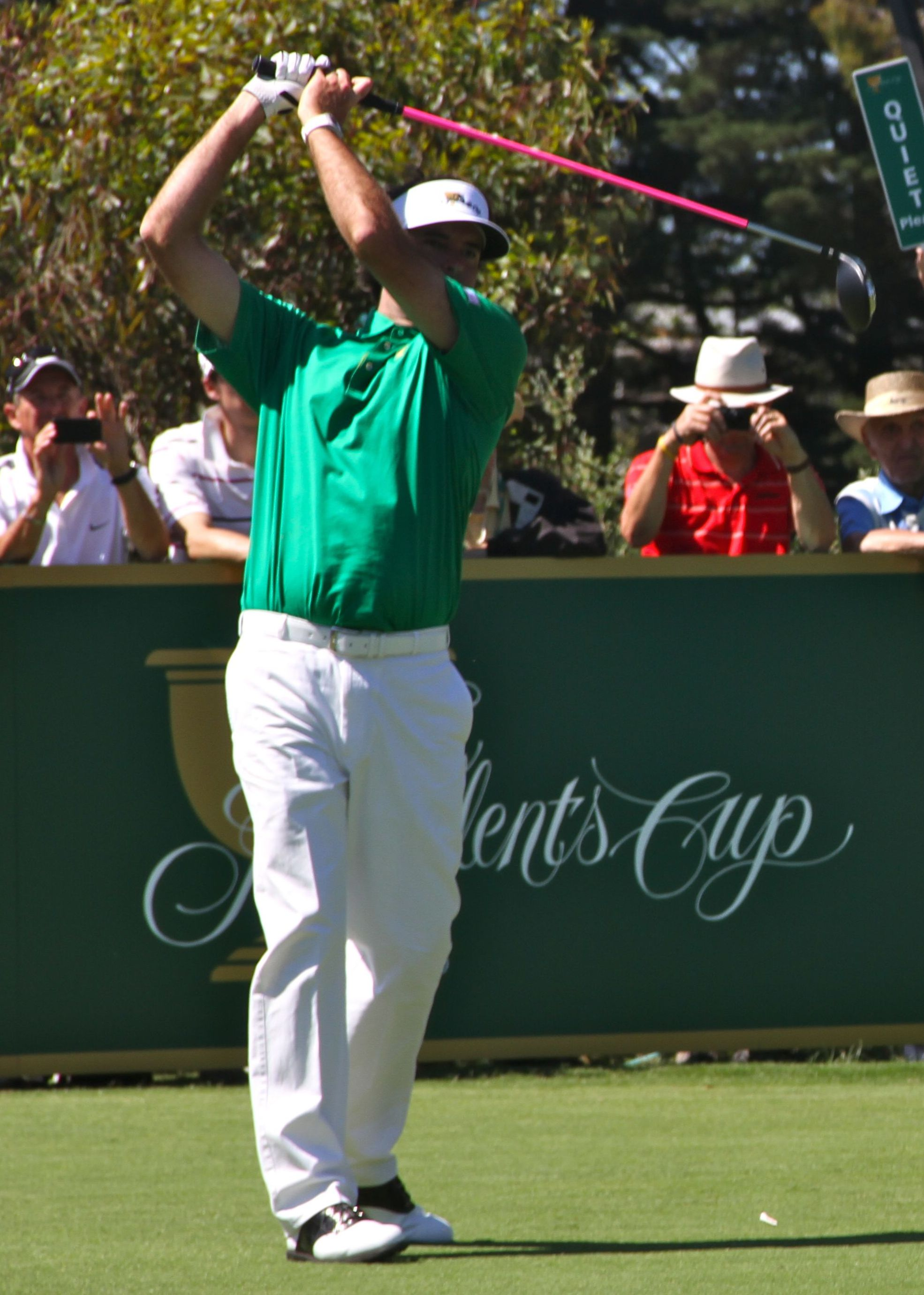
2011年プレジデンツカップに出場したワトソン。

2011年1月30日、ワトソンはファーマーズ・インシュランス・オープンでフィル・ミケルソンに競り勝ち、PGA通算2勝目をあげた。また2011年5月1日のチューリッヒ・クラシック・オブ・ニューオリンズでは2011年シーズンの2勝目、PGA通算では3勝目となる勝利をあげた。このプレーオフでは、1ホール目は両者ともバーディーであったが、2ホール目にもバーディーを決めたワトソンがウェブ・シンプソンに競り勝った。
2011年7月、スポンサーとの契約の関係で出場したアルストム・オープン・ド・フランスでは、第1ラウンドの後欧州ツアーではもうプレイしないと示唆した上、第2ラウンド後に大会の警備や運営体制に不満をもらしたことで批判を浴びた。
なお2011年1月のヒュンダイ・トーナメント・オブ・チャンピオンズでチャリティとして開催されたロング・ドライブ・コンテストに、ダスティン・ジョンソンやロバート・ガリガスらと共に参加している。結果は400ヤード以上飛ばしたジェイミー・サドルフスキーに次いで370ヤードを記録し、2位であった。
2012年、マスターズ・トーナメントにて、初日から69、71、70、68のスコア278（-10）で回ってルイ・ウェストヘーゼンとのプレーオフとなり、2ホール目でウェストヘーゼンを退け、ツアー4勝目をメジャートーナメント初優勝で飾った。
2014年4月13日、マスターズで最終日首位タイスタートして、5バーディ、2ボギーの69で廻り、通算8アンダーで2位グループに3打差をつけて2年ぶり2回目のマスターズ優勝を果たした。「１度目はラッキーで勝てたが、今回はしっかりと準備をした結果、勝つことができた。2度もグリーンジャケットを着られて本当に幸せに思う」とコメント。
2018年2月19日、米国男子ツアー「ジェネシス・オープン（旧ノーザン・トラスト・オープン）」を後続に2打差をつけて優勝、ツアー10勝目を決めた。

## 私生活
ワトソンの妻アンジーは身長193cmの元バスケットボール選手である。
また、ワトソンの父ジェリーは、2010年10月15日喉頭がんで他界している。
2011年、PGAツアーメンバーであるリッキー・ファウラー、ベン・クレイン、ハンター・メイハンらと共にバンド「Golf Boys」を組み、楽曲「Oh Oh Oh」の動画がYouTube上に公開されている。ベン・クレインと保険会社ファーマーズ・インシュランス社のチャリティ活動の一環であり、ファーマーズ社は動画の閲覧数10万回毎に1000ドルを寄付する。

## プロ勝利数 （15勝）

### PGAツアー勝利数 （12勝）
| 勝数                 |
| メジャー選手権 (2)   |
| 世界ゴルフ選手権 (2) |
| ツアー (8)           |

| No. | 年月日        | トーナメント名                                 | スコア                 | 打差数     | 2位（タイ）                                                     | 優勝賞金  |
| --- | ------------- | ---------------------------------------------- | ---------------------- | ---------- | --------------------------------------------------------------- | --------- |
| 1   | 2010年6月27日 | トラベラーズ選手権                             | -14 (65-68-67-66=266)  | プレーオフ | コーリー・ペイビン、 スコット・バープランク                     |           |
| 2   | 2011年1月30日 | ファーマーズ・インシュランス・オープン         | -16 (71-65-69-67=272)  | 1打差      | フィル・ミケルソン                                              |           |
| 3   | 2011年5月1日  | チューリッヒ・クラシック・オブ・ニューオリンズ | -15 (66-68-70-69=273)  | プレーオフ | ウェブ・シンプソン                                              |           |
| 4   | 2012年4月8日  | マスターズ・トーナメント                       | -10 (69-71-70-68=278)  | プレーオフ | ルイ・ウェストヘーゼン                                          |           |
| 5   | 2014年2月16日 | ノーザン・トラスト・オープン                   | -15 (70-71-64-64=269)  | 2打差      | ダスティン・ジョンソン                                          |           |
| 6   | 2014年4月13日 | マスターズ・トーナメント                       | -8 (69-68-74-69=280)   | 3打差      | ヨナス・ブリクスト ジョーダン・スピース                         | 1,620,000 |
| 7   | 2014年11月9日 | HSBCチャンピオンズ                             | −11 (71-67-69-70=277)  | プレーオフ | ティム・クラーク                                                | 1,400,000 |
| 8   | 2015年6月28日 | トラベラーズ選手権                             | -16 (62-67-68-67=264)  | プレーオフ | ポール・ケーシー                                                |           |
| 9   | 2016年2月21日 | ノーザン・トラスト・オープン (2)               | 269                    | 1打差      | ジェイソン・コクラック, アダム・スコット                        | 1,224,000 |
| 10  | 2018年2月18日 | ジェネシス・オープン (3)                       | －12 (68-70-65-69=272) | 2打差      | トニー・フィナウ, ケビン・ナ                                    | 1,296,000 |
| 11  | 2018年3月25日 | WGCマッチプレー                                | 7 & 6                  | 7 & 6      | ケビン・キスナー                                                | 1,700,000 |
| 12  | 2018年6月24日 | トラベラーズ選手権                             | -17                    | 3打差      | ポール・ケーシー スチュワート・シンク J.B.ホームズ Beau Hossler |           |

PGAツアーでのプレーオフ記録（5勝1敗）
| No. | 年     | トーナメント                                   | 相手選手                                  | 結果                                                                                            |
| --- | ------ | ---------------------------------------------- | ----------------------------------------- | ----------------------------------------------------------------------------------------------- |
| 1   | 2010年 | トラベラーズ選手権                             | コーリー・ペイビン スコット・バープランク | ペイビンは1ホール目にパーで脱落。 2ホール目、ボギーを叩いたバープランクに対しパーで勝利。       |
| 2   | 2010年 | 全米プロゴルフ選手権                           | マルティン・カイマー                      | 3ホール制プレーオフでの通算打数でカイマーに敗北。 カイマー 4-2-5=11 (E)、ワトソン 3-3-6=12 (+1) |
| 3   | 2011年 | チューリッヒ・クラシック・オブ・ニューオリンズ | ウェブ・シンプソン                        | 2ホール目、パーでまわったシンプソンに対しワトソンがバーディーで勝利。                           |
| 4   | 2012年 | マスターズ・トーナメント                       | ルイ・ウェストヘーゼン                    | 2ホール目、ボギーを叩いたウェストヘーゼンに対しワトソンがパーをセーブして勝利。                 |
| 5   | 2014年 | HSBCチャンピオンズ                             | ティム・クラーク                          | 1ホール目、パーでまわったクラークに対しワトソンがバーディで勝利。                               |
| 6   | 2015年 | トラベラーズ選手権                             | ポール・ケーシー                          | 2ホール目、パーでまわったケーシーに対しワトソンがバーディで勝利。                               |

### その他の勝利（3勝）
- 2008年 CVSケアマーク・チャリティ・クラシック （同時優勝: カミロ・ビジェガス）
- 2010年 ウエンディーズ3ツアーチャレンジ（同時優勝: ダスティン・ジョンソン、ブー・ウィークリー）
- 2015年 ヒーロー・ワールドチャレンジ（非公認大会）

## 4大メジャートーナメントの成績
| トーナメント         | 2004   | 2005 | 2006 | 2007   | 2008   | 2009   | 2010   | 2011 | 2012   | 2013   | 2014   | 2015   | 2016 | 2017   | 2018 |
| -------------------- | ------ | ---- | ---- | ------ | ------ | ------ | ------ | ---- | ------ | ------ | ------ | ------ | ---- | ------ | ---- |
| マスターズ           | -      | -    | -    | -      | T20    | 42     | -      | T38  | 1      | T50    | 1      | T38    | T37  | 予選落 | T5   |
| 全米オープン         | 予選落 | -    | -    | T5     | 予選落 | T18    | -      | T63  | 予選落 | T32    | 予選落 | 予選落 | T51  | 予選落 |      |
| 全英オープン         | -      | -    | -    | -      | -      | 予選落 | 予選落 | T30  | T23    | T32    | 予選落 | 予選落 | T39  | T27    |      |
| 全米プロゴルフ選手権 | -      | -    | -    | 予選落 | 70     | 予選落 | 2      | T26  | T11    | 予選落 | T64    | T21    | T60  | 予選落 |      |

- = 不出場

T = タイ 

背景黄色 = 10位内入賞

背景緑色 = 優勝

## 全米代表歴
プロ
- ライダーカップ: 2010年
- プレジデンツカップ: 2011年